# أسبوع كيل

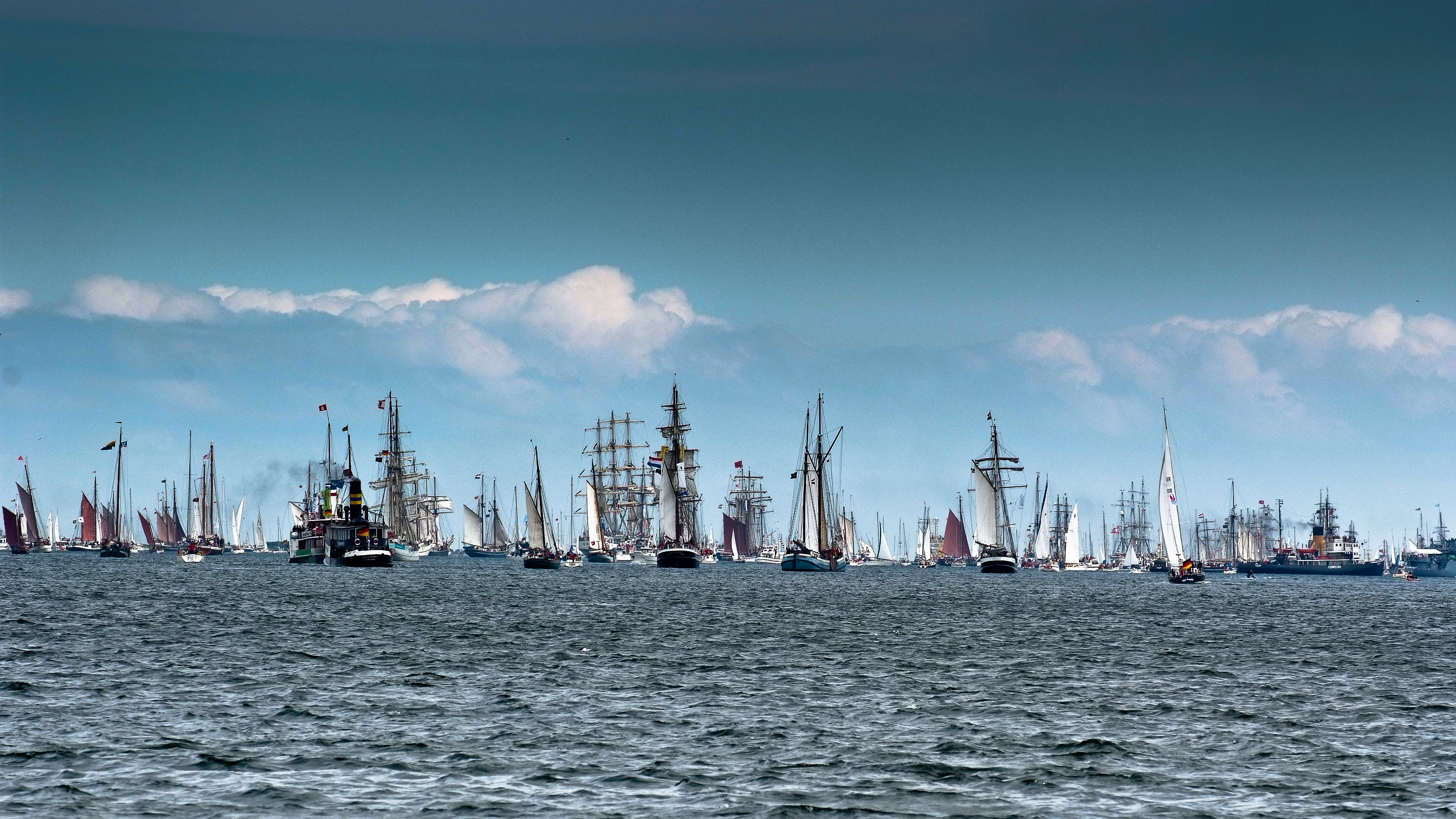
استعراض السفن الشراعية الضخمة خلال احتفالات أسبوع كيل (2009)

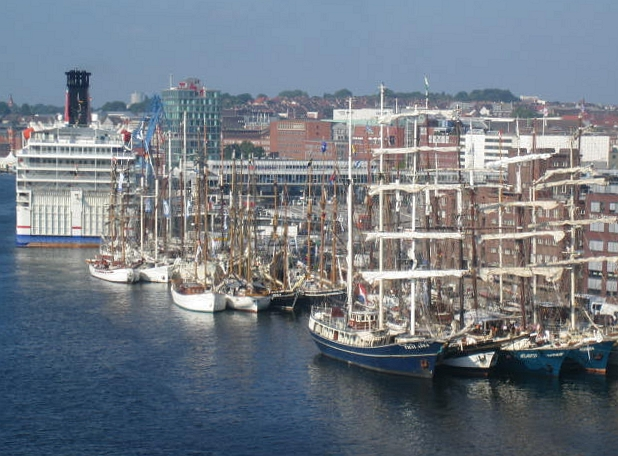
يسمح للزوار زيارة السفن الشراعية الكبيرة(2006)

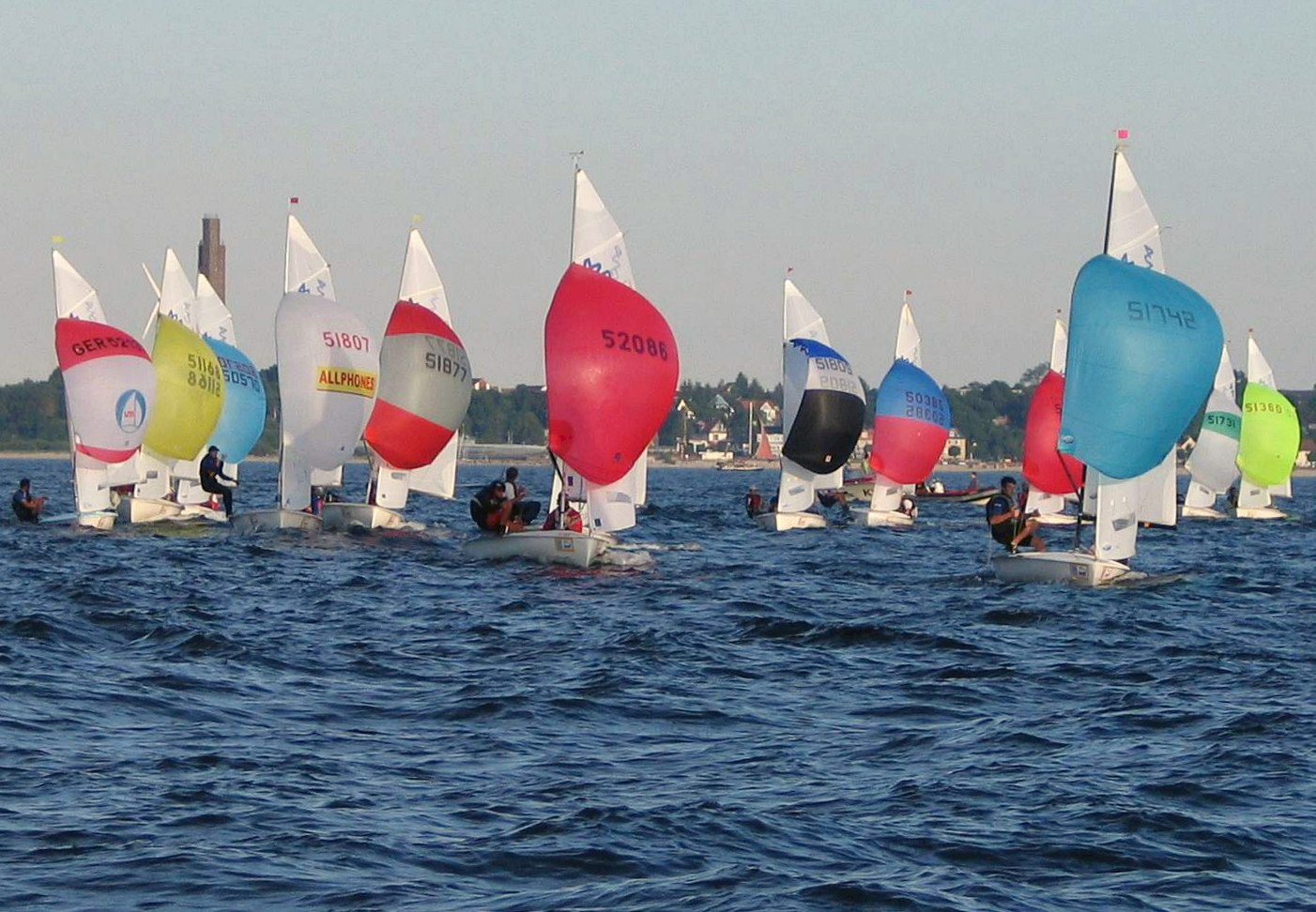
International 420 Class Dinghy regatta, 2005

Regatta of cruising yachts in front of Laboe, 2003

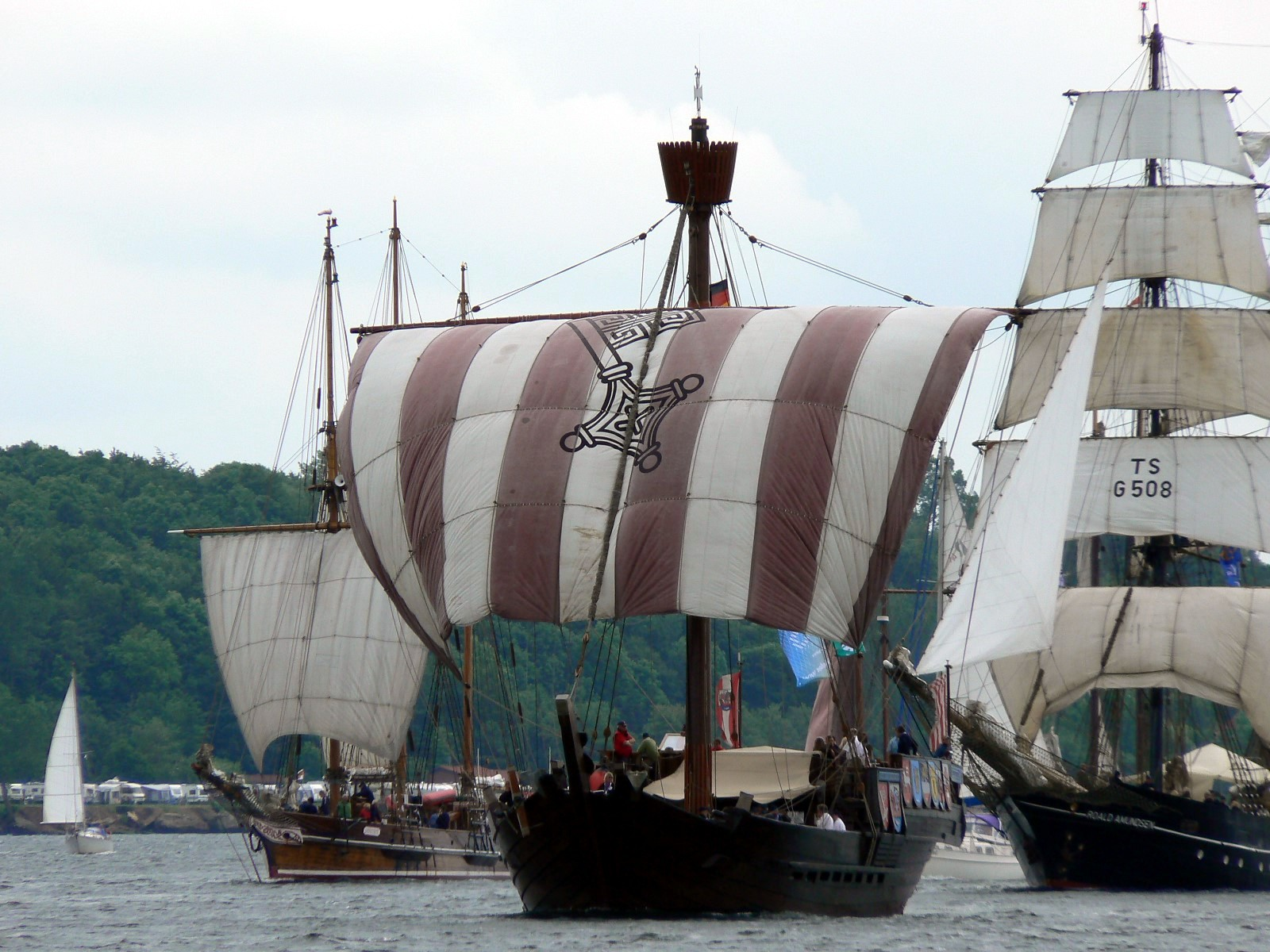
سفن شراعية مختلفة في استعراض بحري 2007 أمام ساحل كيل.

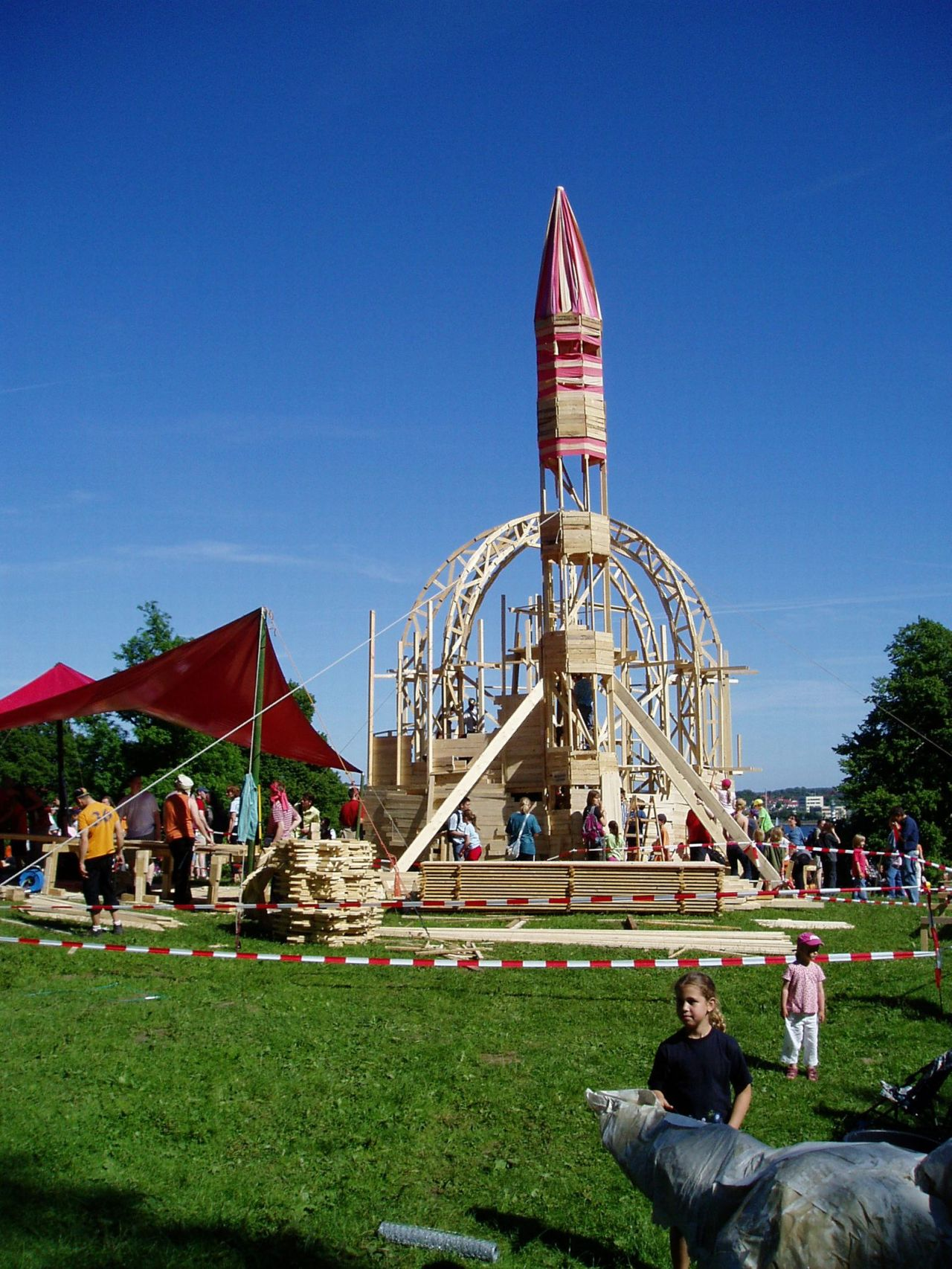
مراجيح وألعاب يشترك فيها الصغير والكبير 2005

اسبوع كيل (بالألمانية: Kieler Woche) هو احتفال سنوي لمدة أسبوع يعقد في مدينة كيل الألمانية، وتجرى خلاله سباقات القوارب الشراعية والقوارب، ويحضره عدد كبير من اليخوت والسفن الشراعية الضخمة والزوار. يأتي إلى كيل خلال هذا الأسبوع الاحتفالي أعداد كبيرة من الزوار والسياح من جميع بلدان العالم. يساعد هذا على تنشيط السياحة في المدينة وتنشيط عمليات البيع والشراء مما يعود على المدينة برخاء وفير. ليس هذا هو الاحتفال الوحيد في ألمانيا بل تقوم كل مدينة كبيرة باحتفالاتها ليفرح الناس ويهللون وينشط البيع والشراء. لهذا تجد محلات المدينة ومتاجرها تشارك بالتزيينات وزيادة المعروضات. كما تنتشر الفرق الموسيقة والمغنيون على جميع اشكالهم وفنونهم ويعرضون فنونهم بلا مقابل. كما يسمح للزوار زيارة السفن الشراعية الكبيرة التي تأتي من روسيا وهولاندا والدنمارك وغيرها.

## تاريخ الاحتفال
بدأ الاحتفال بأسبوع كيل في يوم 23 يوليو 1882 بحضور 20 من اليخوت والاشتراك في سباقات.
. وبسبب النجاح الكبير أعيد الاسبوع كل عام وتوزعت السباقات على أيام الأسبوع. وتسمية أسبوع كيل صدرت من صحفيين الذين كتبوا عن الاحتفال في عام 1894 . 1889 زار القيصر «فيلهلم الثاني» كيل وحضر السباقات. وأنشأ نادي اليخوت في المدينة ودعم رياضة سباقات الزوارق الشراعية. كما دعم أخاه هاينريش فون برويسن (1862 - 1929) ذلك النشاط. وصل عدد المشاركين في السباق نحو 100 في عام 1892.
وكان القيصر فيلهلم الثاني بيخته الملكي «متيور» زائرا مستديما لهذا الاسبوع. وخلال احتفالات أسبوع كيل عام 1895افتتحت قناة كيل، وهي حاليا تسمى «قناة بحري البلطيق- والشمال».

## تنظيم الاحتفال
يشترك في تنظيم احتفال أسبوع كيل  محافظ المدينة ونادي البحرية وهيئات رياضية ومديري الفنادق وأصحاب المحلات. فتقوم هيئة خاصة منهم بتوجيه الدعوة إلى السفن الشراعية والسفن وأصحاب اليخوت وإلى المتسابقين في رياضة سباق الزوارق الشراعية من جميع أنحاء العالم للاشتراك في أسبوع كيل. تتم تلك الدعوات قبل الاحتفال بتسعة أشهر. ويتلقون مع الوقت إجابات المشاركين. وقبل الاحتفال بأربعة أشهر يبدأ الإعلان عن الاحتفال في الصحف والمجلات وكذلك بتعليق اعلانات حائطية في محطات السكك الحديدية وفي القطارات وفي أنحاء من المدن القريبة والبعيدة، مع ذكر بعض المشاركين من السفن الشراعية الكبيرة المشتركة، لتحفيز الزوار على الحضور. كذلك يتم التعاقد مع المجموعات الموسيقية والمغنيين والمغنيات وهؤلاء يحصلوم من هيئة الاحتفال على أتعاب بسيطة لتغطية مصاريفهم. يعرض الموسيقيون والمغنيون فنونهم على منصات تقام بالقرب من ساحل الأحداث. ويبنى فيها أيضا المراجيح وأكشاء الحلويات والمأكولات وأكشاك بالبضاعة التذكارية. وتقوم البلدية والمحلات بتزيين المدينة استعدادا لقدوم الوافدين.
ينتهي أسبوع كيل يوم أحد ختام الاسبوع بالموسيقي العسكرية وبحضور المحافظ في عصر اليوم في أحد الشوارع. ويحضره العامة والمارون. وفي المساء ينتهي الاحتفال بالألعاب النارية الجميلة والفرقعة في مهرجان كبير.

## مدن أخرى
تحذو مدن أخرى حذو مدينة كيل، وتختار أسبوعا آخرا غير أسبوع كيل بحيث يمكن للزوار الحضور أيضا إليها. من تلك المدن أسبوع روستوك وبريمن وراتسبورج.

## اقرأ أيضاً
- هرمانزدنكمال
- هيتشبوت
- هانزا سيل

## وصلات خارجية
- (بالإنجليزية) Kiel Week website* Offizielle Website der Kieler Woche kieler-woche.de
- Offizielle Medienseite der Kieler Woche kieler-woche.tv
- Kieler-Woche-Sieger in den olympischen Bootsklassen
- Kieler-Woche-Sieger in den internationalen Bootsklassen
- Kieler Woche Plakate und Entwürfe seit 2005
- (بالألمانية)

```
History of Kiel Week
```